# Drymophilacris nigrescens
Drymophilacris nigrescens är en insektsart som beskrevs av David M. Rowell 2000. Drymophilacris nigrescens ingår i släktet Drymophilacris och familjen gräshoppor. Inga underarter finns listade i Catalogue of Life.